# 音楽☆とらのアナ
『音楽☆とらのアナ』（おんがく とらのアナ）は、2016年4月2日から日本各地のラジオ局で放送されている火曜会制作の音楽番組である。

## 概要
「あの時聴いたあの歌」をキーワードに、毎回さまざまな年代のヒット曲を掛けている。同年3月まで各局で放送されていた『J-Hits COUNTDOWN』の後継番組であり、同様に各局のアナウンサーたちが、2週間毎に持ち回りでパーソナリティを務めている。局により、2週間両方とも同一人である場合と、1週目と2週目で入れ替える場合とがある。
2017年1月からは、第一興商が協力に加わっている。

## ネット局
2024年1月現在。放送時間の早い順から記載。
前番組『J-Hits COUNTDOWN』をネットしていた局の大半が引き続きネット局となっているが、信越放送と北日本放送はネット局から外れている。
| 放送対象地域  | 放送局名          | 放送時間                     | 備考 |
| ------------- | ----------------- | ---------------------------- | --- |
| 石川県        | 北陸放送（MRO）   | 土曜 5:20 - 5:50             | |
| 山梨県        | 山梨放送（YBS）   | 土曜 16:20 - 16:50           | |
| 福井県        | 福井放送（FBC）   | 土曜 18:30 - 19:00           | |
| 秋田県        | 秋田放送（ABS）   | 土曜 19:00 - 19:30           | |
| 高知県        | 高知放送（RKC）   | 土曜 19:30 - 20:00           | |
| 徳島県        | 四国放送（JRT）   | 土曜 23:00 - 23:30           | |
| 和歌山県      | 和歌山放送（wbs） | 土曜 23:30 - 24:00           | |
| 山口県        | 山口放送（KRY）   | 日曜 17:00 - 17:30           | |
| 熊本県        | 熊本放送（RKK）   | 日曜 18:10 - 18:40           | |
| 宮崎県        | 宮崎放送（mrt）   | 日曜 19:00 - 19:30           | |
| 福島県        | ラジオ福島（rfc） | 日曜 20:00 - 20:30           | |
| 香川県        | 西日本放送（RNC） | 日曜 22:30 - 23:00           | |
| 岩手県        | IBC岩手放送       | 月曜 0:00 - 0:30（日曜深夜） | |
| 新潟県        | 新潟放送（BSN）   | 月曜 0:00 - 0:30（日曜深夜） | |
| 静岡県        | 静岡放送（SBS）   | 月曜 1:30 - 2:00（日曜深夜） | |
| 北海道        | 北海道放送（HBC） | 月曜 2:00 - 2:30（日曜深夜） | |
| 山形県        | 山形放送（YBC）   | 月曜 16:20 - 16:50           | |
| 鹿児島県      | 南日本放送（MBC） | 木曜 19:00 - 19:30           | 2024年3月までは月曜 19:30 - 20:00、2024年12月までは日曜 23:00 - 23:30、2025年3月までは日曜 23:30 - 24:00 |
| 栃木県        | 栃木放送（CRT）   | 月曜 21:30 - 22:00           | |
| 沖縄県        | 琉球放送（RBC）   | 月曜 23:30 - 24:00           | |
| 青森県        | 青森放送（RAB）   | 火曜 21:00 - 21:30           | |
| 京都府 滋賀県 | KBS京都           | 水曜 18:30 - 19:00           | 2024年3月までは日曜 18:30 - 19:00                                                                        |

### 過去のネット局
- 山陰放送（BSS）（2016年9月で打ち切り）